# Jørn Andersen
Jørn Andersen (Fredrikstad, 3 de fevereiro de 1963) é um ex-futebolista e treinador de futebol norueguês que atuava como atacante. Atualmente comanda a seleção de Hong Kong.

## Carreira
Jogou 10 anos no futebol da Alemanha, com destaque para Nürnberg, Eintracht Frankfurt (onde foi artilheiro da Bundesliga de 1989–90 com 18 gols), Fortuna Düsseldorf e Hamburgo, além de uma curta passagem pelo Dynamo Dresden em 1995 (7 jogos). Em seu país, defendeu Fredrikstad e Vålerenga, sendo artilheiro da primeira divisão norueguesa em 1985.
Andersen encerrou a carreira de jogador na Suíça, onde vestiu as camisas de Zürich, Lugano e Locarno entre 1995 e 2001. Após deixar os gramados, estreou como técnico da equipe Sub-21 do Luzern, passando também por Rot-Weiß Oberhausen, Borussia Mönchengladbach (como auxiliar técnico), Skoda Xanthi, Kickers Offenbach, Mainz, AE Larissa, Karlsruhe e Austria Salzburg, seu último clube europeu como técnico.
Em maio de 2016, foi anunciado como técnico da Coreia do Norte, tornando-se apenas o segundo estrangeiro a comandar os Chollima - o primeiro foi o húngaro Pál Csernai, em 1993. Passou também pelo Incheon United (Coreia do Sul) entre junho de 2018 e abril de 2019.
Em dezembro de 2021, Andersen foi anunciado como novo técnico da seleção de Hong Kong, substituindo o finlandês Mixu Paatelainen.

## Seleção Norueguesa
Pela Seleção Norueguesa, Andersen estreou em 1985 e disputou 27 jogos, com 5 gols marcados. Não jogou nenhuma competição oficial pela equipe, que não conseguiu classificação para as Copas de 1986 e 1990, nem para a Eurocopa de 1988.

## Títulos
Fredrikstad
- Copa da Noruega: 1 (1984)

### Individuais
- Artilheiro da Eliteserien: 1985 (23 gols)
- Artilheiro da Bundesliga: 1989–90 (18 gols)